# 印度伏翼
印度伏翼（学名：Pipistrellus coromandra）为蝙蝠科伏翼属的动物。分布于阿富汗、孟加拉国、不丹、柬埔寨、印度、缅甸、尼泊尔、巴基斯坦、斯里兰卡、泰国以及中国大陆，海南、贵州、云南、西藏、福建、浙江等地，主要栖息于热带和亚热带森林、田野以及家舍。该物种的模式产地在印度。

## 亚种
- 印度伏翼海南亚种（学名：Pipistrellus coromandra portensis），J. Allen于1906年命名。在中国大陆，分布于海南、广西等地。该物种的模式产地在海南。[3]
- 印度伏翼北部湾亚种（学名：Pipistrellus coromandra tramatus），Thomas于1928年命名。在中国大陆，分布于海南、福建、云南等地。该物种的模式产地在越南。[4]